# Miguel Ángel Brindisi
Miguel Ángel Brindisi de Marco (Buenos Aires, 8 de outubro de 1950) é um treinador e ex-futebolista argentino.
Como jogador atuou como meia destacando-se no Huracán. Defendeu também Las Palmas, Boca Juniors, Unión de Santa Fe, Nacional, Racing e Municipal.
Participou da Copa do Mundo FIFA de 1974 e no jogo  Seleção Brasileira de Futebol 2–1 Seleção Argentina de Futebol, fez um gol de falta na meta do goleiro Emerson Leão, quebrando um tabu de quatro partidas em que o goleiro brasileiro não sofria gols.
Como treinador já comandou o Municipal, Barcelona, Las Palmas, Independiente, Racing, Espanyol, Huracán, Lanús, Boca Juniors, Comunicaciones, Atlas, Jaguares e a Seleção Guatemalteca de Futebol.

## Prêmios e Honrarias
- 2016 - Um dos 11 eleitos pela AFA para a Seleção Argentina de Todos os Tempos.[3]